# Haddiscoe-Cut
Der Haddiscoe Cut oder New Cut ist ein Kanal in der englischen Grafschaft Norfolk. Der Wasserweg sollte die Verbindung zwischen der Stadt Lowestoft an der Nordseeküste und Norwich deutlich abkürzen. Er wird seit Jahrzehnten in erster Linie touristisch von Sportbootfahrern genutzt, für die er die Flusssysteme des Waveney und des Yare ohne Befahren des Breydon Water verbindet.

## Geschichte
Die Stadt Norwich wurde vor den 1820er Jahren von Lastenseglern angesteuert, die den Fluss Yare nutzten. Sie kamen aus der Hafenstadt Great Yarmouth, liefen durch Breydon Water und kreuzten dann den Yare aufwärts. Breydon Water ist ein weites, flaches Gewässer, das dem Tidenhub der Nordsee in vollem Umfang ausgesetzt ist. Die geringe Tiefe bei Niedrigwasser machte es erforderlich, dass in Yarmouth ankommende Fracht auf kleinere Schiffe umgeladen werden musste, die dann Norwich erreichen konnten. In der Kaufmannschaft von Norwich wurde Klage über die Kosten des Umladens geführt.
Ein erster Plan zur Lösung des Problems sah das Ausbaggern eines tieferen Kanals am südlichen Rand von Breydon Water vor. Dieses hätte jedoch zur Verschlammung des Hafens von Yarmouth geführt und wurde deswegen verworfen. Als Alternative wurde eine Verbindung zwischen dem Yare und dem Hafen Lowestoft geprüft, der nach kontroverser Diskussion am 28. Mai 1827 gesetzlich verankert wurde.
Mit dem Gesetz wurde die Norwich and Lowestoft Navigation Company gegründet und ermächtigt, mindestens 100.000 Pfund zur Finanzierung des Kanalprojekts aufzubringen. 
Das Projekt umfasste die Vertiefung des Flusses Yare von Norwich bis Reedham durch umfangreiche Baggerarbeiten, den Bau des 4 Kilometer langen Haddiscoe Kanals zwischen Reedham und St Olives am Fluss Waveney, die Erweiterung des Oulton Dyke zwischen dem Fluss Waverley und dem Oulton Broad sowie die Verbindung des Oulton Broad mit dem Lake Lothing durch einen kurzen Kanal mit einer Seeschleuse an dessen Ende. Die Arbeiten an der Verbindung zum Lake Lothing wurden im Laufe des Jahres 1829 größtenteils abgeschlossen. Die Schleuse war 48 Meter lang und 15 Meter breit.
Der Vertrag für den Bau des Haddiscoe Cut wurde am 3. Juli 1832 unterzeichnet, und die Arbeiten begannen sofort. Der Wasserweg wurde 1832 fertiggestellt, und die Ausbaggerung des Flusses Yare wurde 1833 abgeschlossen. Die gesamte Strecke, die 51 Kilometer lang ist, wurde am 30. September 1833 eröffnet.
Das Vorhaben war kein finanzieller Erfolg, da die Einnahmen die Ausgaben nicht decken konnten. Der Haddiscoe Kanal wurde an einen Unternehmer verkauft, der an dem südwestlichen Ufer eine Eisenbahnlinie errichtete: die Strecke von Reedham nach Lowestoft. Obwohl der Kanal für die Schifffahrt erhalten blieb, war er in den folgenden hundert Jahren im Besitz verschiedener Eisenbahngesellschaften.
Mit der Verstaatlichung der Eisenbahnen ging die Verwaltung des Kanals an die British Transport Commission über. Der Kanal wurde durch die Überschwemmungen von 1953, die einen Großteil der Ostküste Englands betrafen, beschädigt. Die Verkehrskommission beabsichtigte 1954, ihn zu schließen. 1957 ging die Verwaltung des Kanals jedoch an das East Suffolk and Norfolk River Board über, da es vor Ort insbesondere von Seiten der Seglergemeinde starken Widerstand gegen eine Schließung gab, In der weiterer Folge wurde zunächst die Anglian Water Authority und 1995 die Environment Agency zuständig. Im Jahr 1993 wurde ein Teil des Bahndamms durch das Zusammenbrechen der Stützpfähle weggespült. Daraufhin wurden im Rahmen von Hochwasserschutzmaßnahmen die Deiche und Uferbefestigungen des Kanals erneuert. Im Februar 2022 kam es zu erneuten Absenkungen, die zu einem Eisenbahnunfall führten.
Für die überwiegend touristische Sportschifffahrt auf den Norfolk Broads ist der Haddiscoe Cut von besonderer Bedeutung, da er den Wechsel zwischen dem südlichen Flusssystem des Waveney und dem mittleren Systems des Yare erlaubt, ohne Breydon Water zu berühren. Hieraus ergibt sich nicht nur die Einsparung von rund 12 Flusskilometern (rund 2 Stunden Fahrtzeit). Da in diesem Gebiet, das recht nahe bei der Verbindung des Reviers zur Nordsee liegt, der Gezeitenstrom großen Einfluss hat, müsste der Führer eines Kabinenkreuzers, dessen Maschinenumdrehungen auf eine maximale Geschwindigkeit von 6 Meilen pro Stunde gedrosselt ist, mit ablaufendem Wasser den einen Fluss zum Breydon Water fahren, dort bei Stauwasser ankommen und mit auflaufendem Wasser den anderen Fluss hinauf gehen. Anderenfalls verlängerte sich die Fahrtzeit um Stunden. Die Zahl der Liegeplätze an der einzigen Anlagestelle am Wendepunkt in Breydon Water, Berney Arms Marina, ist gering. Die praktisch von den Gezeiten unabhängige Fahrt durch Haddiscoe Cut vermeidet das Problem.